# Seznam zápasů české a slovenské hokejové reprezentace
Toto je seznam zápasů české a slovenské hokejové reprezentace na ZOH a MS.

## Lední hokej na olympijských hrách
| Datum     | Číslo | Česko | Výsledek | Zápas       | ZOH  | Místo     | Branky České republiky                                                                         |
| --------- | ----- | ----- | -------- | ----------- | ---- | --------- | ---------------------------------------------------------------------------------------------- |
| 26.2.1994 | 1     | Česko | 7:1      | o 5. místo  | 1994 | Gjøvik    | 2x Richard Žemlička • Otakar Janecký • Tomáš Sršeň • Roman Horák • Jiří Kučera • Pavel Geffert |
| 22.2.2006 | 2     | Česko | 3:1      | čtvrtfinále | 2006 | Turín     | Martin Ručinský • Milan Hejduk • Martin Straka                                                 |
| 18.2.2010 | 3     | Česko | 3:1      | ZS          | 2010 | Vancouver | Patrik Eliáš • Jaromír Jágr • Tomáš Plekanec                                                   |
| 18.2.2014 | 4     | Česko | 5:3      | osmifinále  | 2014 | Soči      | 2x Roman Červenka • Aleš Hemský • David Krejčí • Tomáš Plekanec                                |

## Mistrovství světa v ledním hokeji
| Datum     | Číslo | Česko | Výsledek | Zápas       | MS   | Místo      | Branky České republiky                                                                                                |
| --------- | ----- | ----- | -------- | ----------- | ---- | ---------- | --- |
| 30.4.1997 | 1     | Česko | 3:1      | ZS          | 1997 | Helsinky   | Pavel Patera • Jiří Dopita • Vladimír Vůjtek                                                                          |
| 7.5.1998  | 2     | Česko | 1:0      | ČS          | 1998 | Basilej    | František Kučera |
| 9.5.1999  | 3     | Česko | 8:2      | ČS          | 1999 | Oslo       | Jan Čaloun • Petr Sýkora • Martin Ručinský • David Výborný • Roman Šimíček • Pavel Patera • Jan Hlaváč • Radek Dvořák |
| 8.5.2000  | 4     | Česko | 6:2      | OS          | 2000 | Petrohrad  | David Výborný • Pavel Patera • Michal Broš • Martin Procházka • Tomáš Vlasák • Martin Štěpánek                        |
| 14.5.2000 | 5     | Česko | 5:3      | finále      | 2000 | Petrohrad  | Michal Sýkora • Tomáš Vlasák • Martin Procházka • Jan Tomajko • Robert Reichel                                        |
| 10.5.2001 | 6     | Česko | 2:0      | čtvrtfinále | 2001 | Hannover   | David Moravec • Jaroslav Hlinka                                                                                       |
| 5.5.2003  | 7     | Česko | 3:3      | OS          | 2003 | Helsinky   | 2x Martin Straka • David Výborný                                                                                      |
| 10.5.2003 | 8     | Česko | 2:4      | o 3. místo  | 2003 | Helsinky   | Jan Hlaváč • Robert Reichel                                                                                           |
| 7.5.2005  | 9     | Česko | 5:1      | OS          | 2005 | Vídeň      | Petr Sýkora • Martin Straka • Tomáš Kaberle • Aleš Hemský • Pavel Kubina                                              |
| 5.5.2007  | 10    | Česko | 2:3      | OS          | 2007 | Mytišči    | Tomáš Plekanec • Rostislav Klesla                                                                                     |
| 2.5.2009  | 11    | Česko | 8:0      | OS          | 2009 | Kloten     | 2x Jaromír Jágr • 2x Roman Červenka • Miroslav Blaťák • Aleš Kotalík • Milan Michálek • Patrik Eliáš                  |
| 6.5.2011  | 12    | Česko | 3:2      | OS          | 2011 | Bratislava | Marek Židlický • Martin Havlát • Patrik Eliáš                                                                         |
| 19.5.2012 | 13    | Česko | 1:3      | semifinále  | 2012 | Helsinky   | Michael Frolík |
| 9.5.2014  | 14    | Česko | 3:2 PP   | ZS          | 2014 | Minsk      | Ondřej Němec • Jaromír Jágr • Jakub Klepiš                                                                            |
| 5.5.2018  | 15    | Česko | 3:2 PP   | ZS          | 2018 | Kodaň      | Dominik Kubalík • Martin Nečas • Dmitrij Jaškin                                                                       |
| 1.6.2021  | 16    | Česko | 7:3      | ZS          | 2021 | Riga       | Filip Zadina • Michael Špaček • Lukáš Radil • Libor Šulák • Matěj Stránský • Matěj Blümel • Libor Hájek               |
| 12.5.2023 | 17    | Česko | 3:2      | ZS          | 2023 | Riga       | Roman Červenka • 2x Lukáš Sedlák                                                                                      |
| Zdroj     |       |       |          |             |      |            | |